# Стівен Майкл Кезада
Стівен Майкл Кезада (англ. Steven Michael Quezada; 15 лютого 1963, Альбукерке) — американський актор і комік, найбільше відомий за роллю Стівена Гомеса в серіалі «Пуститися берега».

## Раннє життя та освіта
Кезада народився в Альбукерке, штат Нью-Мексико. Він закінчив середню школу West Mesa у 1981 році. Після завершення шкільного навчання Кесада навчався в Університеті Східного Нью-Мексико, де вивчав театральну майстерність, але не отримав ступеня.

## Кар'єра
Кезада грав агента Управління з контролю за боротьбою з наркотиками (DEA) Стівена Гомеса у серіалі «Пуститися берега». Він знявся у фільмах «Перший сніг» (2006), «Пивний бум» (2006) та «Камії» (2010). Вів ток-шоу The After Party в Альбукерке з 2010 по 2012 рік. Кесада зображує священника, який головує на придорожньому похороні в музичному відео кантрі-співака Еріка Черча на сингл Give Me Back My Hometown (2014). Зараз він виконує стендап-комедію для Carnival Cruise Line.
4 лютого 2013 року він був обраний до шкільної ради Альбукерке; він балотувався без протидії на місце округу 2 на західній стороні міста. У 2016 році Кесада балотувався і виграв номінацію від Демократичної партії в Раді комісарів округу Берналілло округу 2 у Нью-Мексико. У трьохсторонній гонці Кезада переміг із 36 % голосів. Він переміг республіканку Патрісію Пейс на загальних виборах і склав присягу на чотирирічний термін. Він був переобраний у 2020 році без опозиції на загальних виборах.

## Фільмографія
| Year | Title                      | Role              | Notes              |
| ---- | -------------------------- | ----------------- | ------------------ |
| 2005 | Три Мудреці                | Агент з оренди    | Телевізійний фільм |
| 2006 | Фестиваль пива             | Мексиканець       |                    |
| 2006 | До першого снігу           | Механік Енріке    |                    |
| 2008 | Milagros                   | Леон              |                    |
| 2010 | Ранчо любові               | Перший п'яниця    |                    |
| 2010 | Повітряні змії             | Коп               |                    |
| 2011 | Братство по крові          | Полковник Рамірес |                    |
| 2011 | Сюрреалістична нерухомість | Бородатий чоловік |                    |
| 2011 | Жінка-воїн                 | Мігель            |                    |
| 2012 | Порошкові свині            | Містер Вальдес    |                    |
| 2013 | Зверхня темрява            | Віктор            |                    |
| 2013 | Рамблер                    | Охоронець другий  |                    |
| 2015 | Spare Parts                | Military Clerk    |                    |
| 2015 | La Vida Robot              | Salgado           |                    |
| 2015 | Запасні частини 2          | Рауль Баккаро     |                    |
| 2016 | Фендер Бендер              | Маріо             |                    |
| 2016 | Остання передача           | Вал               | Короткий           |
| 2016 | Розбійники та ангели       | Алонзо            |                    |
| 2017 | День подруги               | Муньос            |                    |
| 2019 | Троє з пекла               | Дієго             |                    |
| 2019 | Людина побажань            | Джуан Дельгадільо |                    |
| 2023 | Переслідувач               | Піт               |                    |